# Comuna Jukiv, Berejanî
Jukiv (în ucraineană Жуків) este o comună în raionul Berejanî, regiunea Ternopil, Ucraina, formată din satele Hînovîci, Jukiv (reședința) și Pidlisne.

## Demografie
Componența lingvistică a comunei Jukiv
     Ucraineană (99,94%)
     Alte limbi (0,06%)
Conform recensământului din 2001, majoritatea populației comunei Jukiv era vorbitoare de ucraineană (99,94%), existând în minoritate și vorbitori de alte limbi.